# Josef Kramer
Pour les articles homonymes, voir Kramer.
Josef Kramer (10 novembre 1906, Munich – 13 décembre 1945, Hamelin) était un SS-Hauptsturmführer, commandant dans plusieurs camps de concentration. Il a aussi commandé une partie du camp d’extermination d’Auschwitz. Surnommé la « Bête de Belsen » par les déportés, il compte parmi les criminels nazis dont la cruauté et le sadisme sont les plus célèbres.
Il a dirigé le camp de concentration de Natzweiler-Struthof d’octobre 1942 à mai 1944, puis celui de Bergen-Belsen du 2 décembre 1944 au 15 avril 1945, moment de la libération du camp par les Britanniques. La même année, il a été reconnu coupable de crimes de guerre, directement responsable de la mort de milliers de déportés essentiellement juifs, et pendu à la prison de Hamelin.

## Biographie

### Jeunesse
Fils unique, Josef Kramer naît en 1906 dans une famille de la classe moyenne munichoise. Il reçoit de ses parents une éducation « catholique stricte ». En 1915, la famille déménage et s'installe dans la ville bavaroise d'Augsbourg.

### Une carrière dans laSchutzstaffel
Il rejoint le parti nazi le 1er décembre 1931, s'engageant dans la Schutzstaffel (SS) en 1932. Il travaille comme surveillant dans des prisons allemandes, puis dans les camps de concentration.
En 1934, il est affecté comme simple garde dans le camp de concentration de Dachau mais bien noté, il gravit rapidement les échelons pour finalement obtenir un poste important au sein des camps de concentration de Sachsenhausen puis de Mauthausen. En 1940, il devient l'assistant de Rudolf Höss alors commandant de camp d'Auschwitz. En avril 1941, il est nommé Schutzhaftlagerführer du KL Natzweiler qui va ouvrir ses portes en Alsace. Il assure le commandant du camp par intérim de février à avril 1942. Il est promu SS-Hauptsturmführer en juin 1942. En octobre, il prend le commandement de Natzweiler.
En mai 1944, il est muté en Pologne où il prend le commandement de Birkenau. Il y organise l'extermination des Juifs de Hongrie. Le 2 décembre 1944, il est nommé commandant du camp de concentration de Bergen-Belsen où, dès son arrivée, comme à Birkenau, il inflige aux déportés l'épreuve des interminables appels du petit matin.
Le 15 avril 1945, Josef Kramer se rend à l'armée de terre britannique qui libère le camp de Bergen-Belsen. Le capitaine SS se charge de faire le tour du propriétaire aux hommes de la British Army.

### Le procès et l'exécution

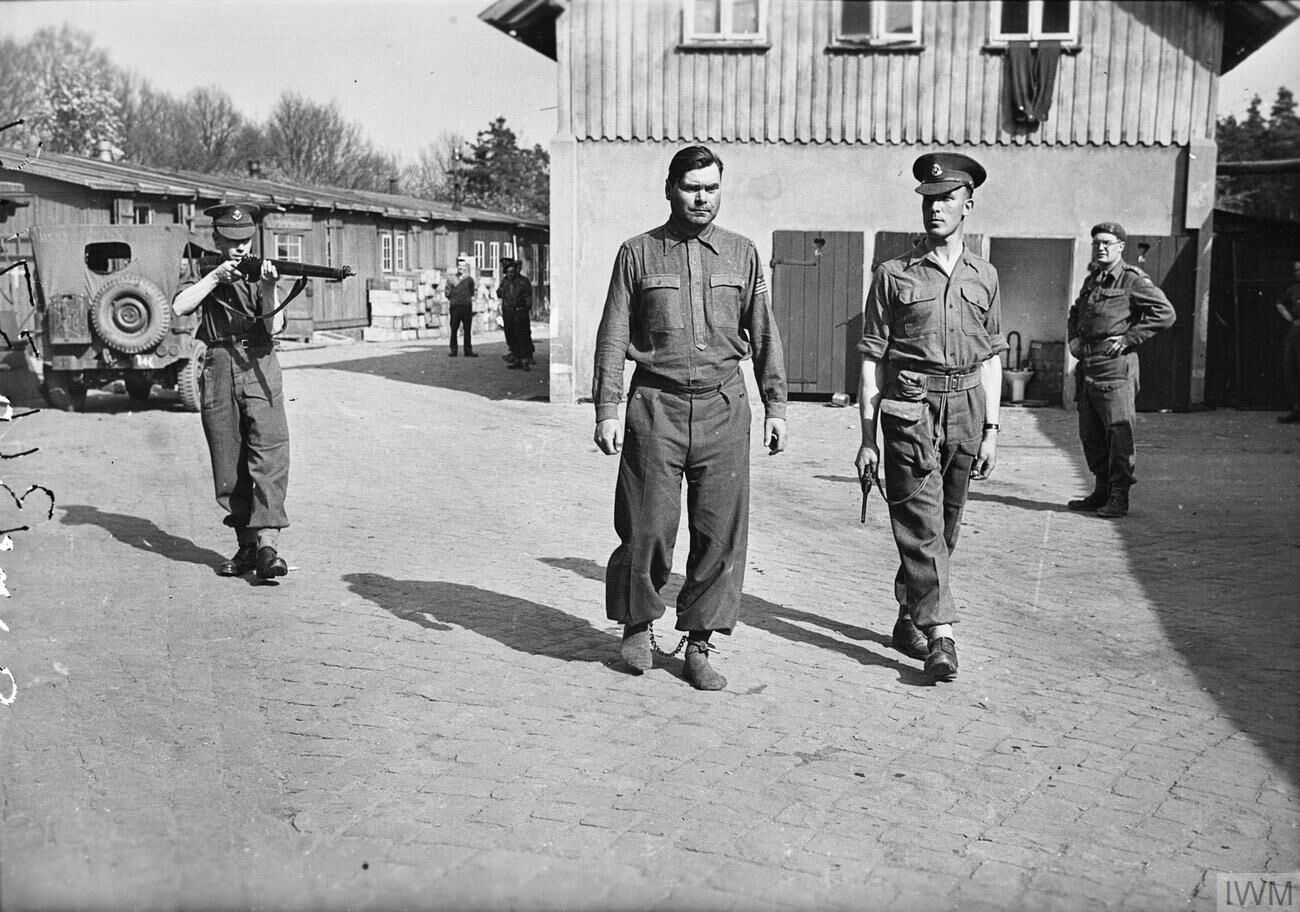
Josef Kramer, photographié fers aux pieds, extrait de sa cellule à Belsen, avant d'être transféré comme prisonnier de guerre à Celle, le 17 avril 1945.

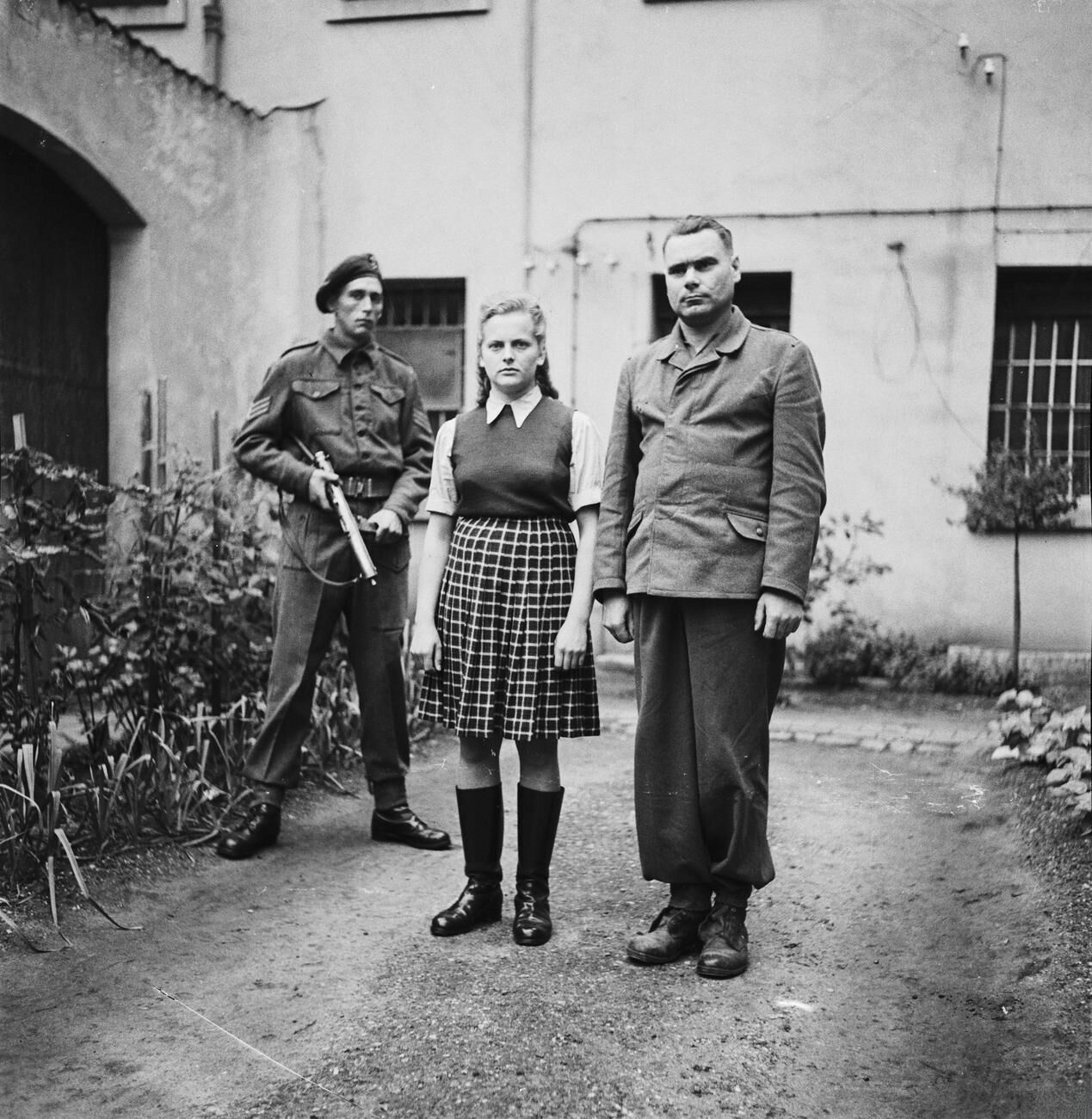
Irma Grese avec Josef Kramer en détention en 1945.

Josef Kramer et 44 autres responsables nazis (dont 15 femmes) furent mis en accusation au procès de Belsen par la cour militaire britannique à Lüneburg. Le procès dura quelques semaines entre septembre et novembre 1945. Kramer fut condamné à mort le 17 novembre et pendu à Hamelin par Albert Pierrepoint le 13 décembre.

#### Ses propos
Déposition de Josef Kramer enregistrée par le commandant Jadin, juge d'instruction militaire auprès du tribunal militaire de la 10e région militaire, en déplacement à la prison de Celle, le 26 juillet 1945, au sujet du gazage de 86 Juifs au Struthof : 
« Au début d'août 1943, je reçus les 80 internés destinés à être supprimés (...), et je commençai par faire conduire dans la chambre à gaz un certain soir, vers 9 heures, à l'aide d'une camionnette, une première fois, une quinzaine de femmes environ. Je déclarai à ces femmes qu'elles devaient passer dans la chambre de désinfection et je leur cachai qu'elles allaient être asphyxiées. 
Assisté de quelques SS, je les fis complètement se déshabiller et je les poussai dans la chambre à gaz, alors qu'elles étaient toutes nues. Au moment où je fermais la porte, elles se mirent à hurler. J'introduisis, après avoir fermé la porte, une certaine quantité de sels dans un entonnoir placé au-dessus à droite du regard. Puis, je fermai l'orifice de l'entonnoir à l'aide d'un robinet qui était adapté dans le bas de cet entonnoir, prolongé lui-même par un tube en métal. Ce tube en métal conduisit le sel et l'eau dans l'excavation intérieure de la chambre dont je viens de vous parler. J'allumai l'intérieur de la chambre à l'aide du commutateur placé près de l'entonnoir et j'observai par le regard ce qui se passait à l'intérieur de la chambre. 
 Je constatai que ces femmes ont continué à respirer une demi-minute, puis elles tombèrent à terre. Lorsque j'ouvris la porte après avoir fait en même temps marcher la ventilation à l'intérieur de cheminée d'aération, je constatai que ces femmes étaient étendues sans vie et qu'elles avaient laissé échapper leurs matières fécales. 
 J'ai chargé deux officiers SS infirmiers de transporter ces cadavres dans une camionnette, le lendemain matin, vers 5 h 30, pour qu'ils soient conduits à l’Institut d'anatomie, ainsi que le professeur Hirt me l'avait demandé. 
 Quelques jours après, dans les mêmes conditions que sus-indiquées, j'ai conduit de nouveau dans la chambre à gaz une certaine quantité de femmes qui furent asphyxiées de la même façon, puis encore quelques jours après, j'ai fait conduire dans la chambre à gaz, en deux ou trois fois, peut-être une cinquantaine d'hommes environ, peut-être cinquante-cinq qui furent supprimés toujours à l'aide de ces sels que je tenais de Hirt.
 Demande Vous m'avez, tout à l'heure, parlé des conditions dans lesquelles vous avez exécuté les internés à l'aide de gaz asphyxiants. Au cas où les internés n'auraient pas été tués à la suite de l'introduction des gaz, faite par vous, les auriez-vous achevés à l'aide d'une balle ? 
 J'aurais tenté de les asphyxier à nouveau en projetant dans la chambre une seconde dose de gaz. Je n'ai éprouvé aucune émotion en accomplissant ces actes, car j'avais reçu l'ordre d'exécuter de la façon dont je vous ai indiqué les 80 internés. J'ai d'ailleurs été élevé comme cela. »
Kramer est interrogé une seconde et dernière fois, par deux militaires français, en vertu d'une Commission Rogatoire du commandant Jadin, le 6 décembre 1945 à Lünebourg.